# John William Theodore Youngs
John William Theodore Youngs, mais conhecido como J.W.T. Youngs, chamado como Ted Youngs (Bilaspur (Chhattisgarh), Índia, 21 de agosto de 1910 — Santa Cruz (Califórnia), 20 de julho de 1970) foi um matemático estadunidense.